# Kölner Karneval (Rose)
Die Rosensorte Kölner Karneval (syn. ‘Blue Girl’ (in Großbritannien), ‘Cologne Carnival’, ‘KORgi’) ist eine lavendelblaue bis fliederfarbene, öfterblühende Teehybride, die von Reimer Kordes 1964 in Deutschland eingeführt wurde.

## Ausbildung

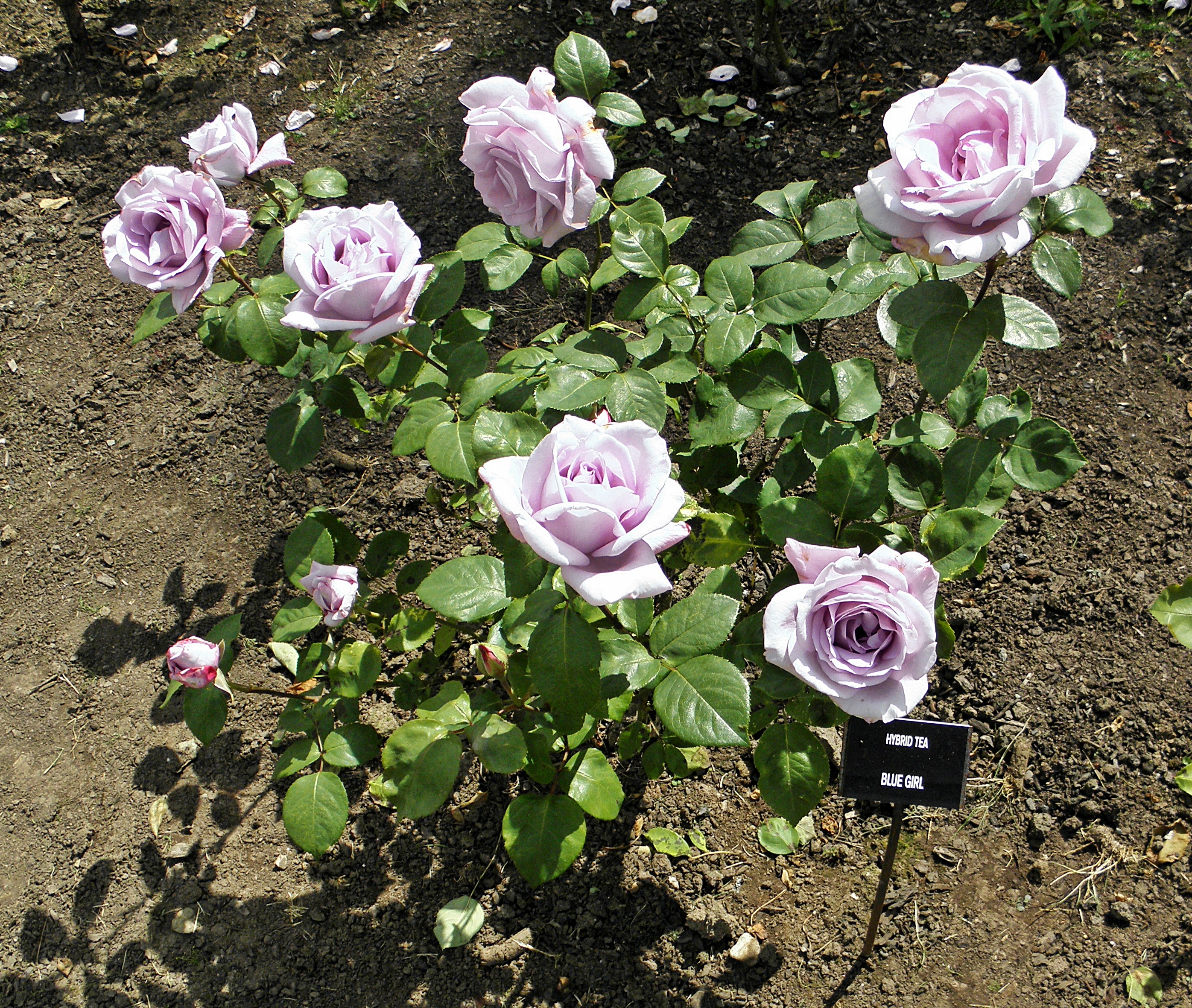
‘Blue Girl’ im Bush’s Pasture Park Rose Garden in Oregon

Die starkwüchsige, buschige Rose ‘Kölner Karneval’ bildet einen kleinen, kompakten Strauch aus. Die Rosenpflanze wird etwa 75 bis 90 cm hoch und 60 cm breit. Die einzeln, mitunter auch büschelartig angeordneten flieder- bis lavendelfarbenen, häufig silbrig glänzenden Blüten werden aus etwa 40 gebogenen, kurzen Petalen gebildet, die bei sonnigem Wetter einen leichten blauen Farbstich bekommen können. Im späteren Blütenstadium verbiegen sich die Petalen leicht nach außen und bilden eine becherförmig geformte Blüte. Die Rose ‘Kölner Karneval’ besitzt glänzende, dunkelgrüne, ledrige Blätter. Die Blüten zeichnen sich durch einen leichten, fruchtigen Duft aus. Die Abstammung der Rose ist nicht bekannt. Die Rose eignet sich zur Bepflanzung von niedrigen Blumenrabatten in Gärten und findet Verwendung als Schnittblume.
Die remontierende Rose ist nur mäßig winterhart (USDA-Klimazone 7b und wärmer) und resistent gegenüber den bekannten Rosenkrankheiten. Gelegentlich ist die Rosensorte jedoch anfällig gegenüber Sternrußtau.
Die Rosensorte ‘Kölner Karneval’ mit der außergewöhnlichen Farbe wird in zahlreichen Rosarien und Gärten der Welt, unter anderem im Bush’s Pasture Garden, im Brooklyn Botanic Garden, im Carla Fineschi Foundation Rose Garden, im Cranford Rose Garden, im International Rose Test Garden in Portland sowie im San Jose Heritage Rose Garden und im Europa-Rosarium Sangerhausen gezeigt.
Die Rose ‘Kölner Karneval’ wurde 1964 bei den Rome Rose Trials mit einer Goldmedaille ausgezeichnet.